# Zygmunt Lorec
Zygmunt Lorec ps. „Strzebel” (ur. 14 stycznia 1891 w Warszawie, zm. 1 października 1963) – polski malarz, grafik, miłośnik i jeden z pierwszych pionierów akwarystyki w Polsce.

## Życiorys
Urodził się 14 stycznia 1891 w Warszawie, w rodzinie Szymona Edwarda i Ludwiki z Bergów. Był miłośnikiem przyrody. Nauki pobierał w Warszawie i już w latach szkolnych był aktywnym działaczem w klubach i towarzystwach miłośników przyrody. Uczęszczał do Szkoły Handlowej Zgromadzenia Kupców w Warszawie, gdzie brał udział w strajku szkolnym w 1905 (należał do młodzieżówki Polskiej Partii Socjalistycznej). W tamtym okresie przebywał z późniejszym profesorem zoologii i czł. PAN Tadeuszem Wolskim na wakacyjnych badaniach z zakresu faunistyki w Ojcowie i Zwierzyńcu. Jedną z wczesnych badań naukowych nad którym pracował wspólnie z T. Wolskim były badania nad gatunkiem ryby – strzeblą przekopową, dziś znaną jako strzebla błotna. W roku 1910, podczas wystawy rybackiej wystawił okazy strzebli przekopowych i za całokształt w wystawiennictwie wspólnie z T. Wolskim otrzymał złoty model rosyjskiego Ministerstwa Rolnictwa i Dóbr Koronnych.
W 1910 rozpoczął studia na Uniwersytecie Jagiellońskim w Krakowie, należał wówczas do Organizacji Promień. Po roku przeniósł się do Akademii Sztuk Pięknych, gdzie poznał swoją żonę Zofię (pobrali się w 1911). Razem wstąpili do Związku Strzeleckiego „Strzelec”, w 1912 po ogłoszeniu mobilizacji razem z żoną otrzymali przydział do Polskiego Skarbu Wojskowego jako komisarze podatkowi, jednocześnie agitowali za wstępowaniem do organizowanych oddziałów strzeleckich. 
30 lipca 1914 Zygmunt Lorec zgłosił się do organizowanego oddziału strzeleckiego, podobnie jak inni uczestnicy Warsztatów Krakowskich postanowił zaciągnąć się po Legionów Polskich. Po ogłoszeniu mobilizacji Zygmunt Lorec i jego żona 6 sierpnia 1914 dostali przydział do Polskiej Intendentury Wojskowej, a następnie w ekspozyturze Intendentury Legionów Polskich w Wiedniu. Po likwidacji ekspozytury w grudniu 1915 został przeniesiony do Departamentu Wojskowego Naczelnego Komitetu Narodowego, a w lutym 1917 został zwolniony ze służby i wyjechał do Warszawy pracować jako nauczyciel. Jeden z jego obrazów pt. Martwa natura zakupiony został przez Muzeum Narodowe w Warszawie.
Działalność związaną z akwarystyką rozpoczyna w roku 1923 zakładając wspólnie z Romanem Mathią Towarzystwo Miłośników Akwarjów i Terrarjów z siedzibą w Warszawie. Razem z nim w okresie 1925–1927 współpracuje i jest redaktorem naczelnym czasopisma „Akwarjum i Terrarjum”. Kolejne ośrodki związane z tematyką akwarystyczną powstają dzięki zaangażowaniu Zygmunta Loreca m.in. w Poznaniu, Łodzi i na Górnym Śląsku.
Czas II wojny światowej spędził w Warszawie. Po upadku powstania warszawskiego został najpierw uwięziony w Twierdzy Modlińskiej, a następnie wywieziony do Westfalii do obozu pracy. Po wojnie pracował w Muzeum Ziemi i Instytucie Zoologii Polskiej Akademii Nauk.

## Twórczość literacka
- Jezioro pokoju (1909) – opracowanie na łamach krakowskiego „Promyka”.
- Mieszkaniec srebrnego podwodnego dzwonu (1909) – opracowanie na temat pająka topika
- Złota rybka i jej odmiany – 1923
- Z życia naszych ptaków. Sikory – 1926
- Akwarium słodkowodne – 1935 (2 wyd. Lwów)
- Materiały do systematyki i biologii ryb akwariowych – niedokończona praca, zatrzymana na haśle o rodzaju ryb Trichopsis, która znajduje się w zasobach archiwalnych Biblioteki Instytutu Zoologii PAN

## Odznaczenia
- Medal Niepodległości (21 kwietnia 1937)[3][1]